# Eugène Rwamucyo
Eugène Rwamucyo (* 6. Juni 1959 in der Commune Gatonde, Präfektur Ruhengeri) ist ein ruandischer Arzt. Für seine Beihilfe zum Völkermord an den Tutsi im Jahr 1994 wurde er im Oktober 2024 in Frankreich zu 27 Jahren Haft verurteilt.

## Leben und Karriere
Rwamucyo wurde 1959 in eine Hutu-Familie geboren. Er studierte in Russland Medizin und arbeitete nach seiner Rückkehr in den 1980er Jahren am University Centre for Public Health (CUSP) in Butare im Distrikt Huye. Zudem unterrichtete er an der National University of Rwanda. Nach dem Völkermord im Jahr 1994 floh er aus Ruanda und beantragte 1995 beim Hohen Flüchtlingskommissar der Vereinten Nationen (UNHCR) in der Elfenbeinküste den Flüchtlingsstatus, wurde jedoch abgelehnt. Rwamucyo arbeitete in den 2000er Jahren in verschiedenen medizinischen Positionen in Belgien und in Frankreich, wo er im Mai 2008 eine Stelle in einem Krankenhaus im nordfranzösischen Maubeuge bekam. Im April 2010 wurde Rwamucyo von seiner Arbeitsstelle suspendiert.

## Haftbefehl und Prozess
2006 erließ Ruanda über Interpol einen internationalen Haftbefehl gegen ihn. Die Menschenrechtsgruppe Collectif des Parties Civiles pour le Rwanda (CPCR) erhob im November 2007 beim Pariser Gericht Beschwerde gegen Rwamucyo, was im Februar 2008 zu einer formellen Untersuchung durch die französische Staatsanwaltschaft führte. Im Jahr 2009 verurteilte ein lokales Gericht in Ruanda Rwamucyo in Abwesenheit zu einer lebenslangen Haftstrafe. Am 26. Mai 2010 wurde er in Sannois nahe Paris während des Besuchs der Beerdigung von Jean-Bosco Barayagwiza, eines vom Internationalen Strafgerichtshof für Ruanda verurteilten Völkermordtäters, verhaftet. Er wurde in Bois-d’Arcy festgehalten, aber am 15. September 2010 freigelassen, nachdem ein französisches Berufungsgericht in Versailles den Auslieferungsantrag Ruandas abgelehnt hatte. Die Ermittlungen gegen Rwamucyo wurden erst im Dezember 2018 wieder aufgenommen und gipfelten in seiner Anklage am 17. April 2020.
In einem am 1. Oktober 2024 beginnenden Gerichtsprozess beschuldigte die Staatsanwaltschaft Rwamucyo öffentlich zu Angriffen auf die Tutsis aufgehetzt zu haben. Es lag unter anderem eine Aufzeichnung einer im berüchtigten Radio Des Mille Collines ausgestrahlten Rede vor, die Rwamucyo am 14. Mai 1994 an der Universität in Butare vor dem damaligen Premierminister Jean Kambanda hielt. Die Staatsanwaltschaft zitierte zudem Zeugenaussagen, denen zufolge er dabei geholfen habe, Opfer in Massengräbern zu begraben, „in einem letzten Versuch, Beweise für den Völkermord zu vernichten“. Er solle zudem bei der Hinrichtung von Verwundeten beteiligt gewesen sein. Die Staatsanwaltschaft forderte in Summe eine Haftstrafe von 30 Jahren. Rwamucyo bestritt eine Schuld. Sein Anwalt erklärte, dass seine Beteiligung an der Bestattung von Leichen in Massengräbern dadurch motiviert gewesen wäre, eine „Gesundheitskrise“ durch im Freien liegende Leichen zu vermeiden. Rwamucyo würde nach Ansicht der Verteidigung strafrechtlich verfolgt, da er die gegenwärtige Regierung Ruandas kritisiere. Am 30. Oktober 2024 wurde er vom Cour d’Assises de Paris in Frankreich der Beihilfe am Völkermord, der Beihilfe an Verbrechen gegen die Menschlichkeit sowie der Verschwörung zur Vorbereitung dieser Verbrechen durch die Verbreitung von Propaganda und den Versuch, Beweise für den Massenmord zu vertuschen, für schuldig befunden und zu 27 Jahren Haft verurteilt. Von den Vorwürfen des Völkermords und der Verbrechen gegen die Menschlichkeit wurde er dagegen freigesprochen. Rwamucyo war zum Zeitpunkt der Urteilsverkündung 65 Jahre alt. Sein Anwalt kündigte Berufung an.